# Lin Qisheng
Lin Qisheng (chiń. 林啟升, ur. 7 lipca 1971) – chiński sztangista, srebrny medalista olimpijski z Barcelony.
Zawody w 1992 były jego jedynymi igrzyskami olimpijskimi. Po medal sięgnął w wadze do 52 kilogramów.